# The Quartet
| Recensione | Giudizio |
| ---------- | -------- |
| AllMusic   | [ 1 ]    |

The Quartet è un album (fu pubblicato anche con i titoli di First Recordings 1952 (Jazz Anthology Records, JA 5130) e Modern Jazz Quartet (1956, Savoy Records, MG 12046), con gli stessi identici dodici brani), pubblicato dalla Savoy Records nel 1956.

## Tracce

### LP
Lato A
1. Softly as in the Morning Sunrise – 3:27 (Oscar Hammerstein II, Sigmund Romberg) – Registrato nell'aprile del 1952 a New York
2. Love Me Pretty Baby – 3:36 (Dizzy Gillespie) – Registrato nell'aprile del 1952 a New York
3. Autumn Breeze – 2:54 (Milt Jackson) – Registrato il 18 settembre 1951 a New York
4. Milt Meets Sid – 3:05 (Milt Jackson) – Registrato il 24 agosto 1951 a New York
5. Moving Nicely – 3:13 (Milt Jackson) – Registrato il 18 settembre 1951 a New York
6. D & E – 2:50 (Milt Jackson) – Registrato il 24 agosto 1951 a New York

Lato B
1. Heart and Soul – 2:30 (Frank Loesser, Hoagy Carmichael) – Registrato nell'aprile del 1952 a New York
2. True Blues – 3:00 (Milt Jackson) – Registrato nell'aprile del 1952 a New York
3. Bluesology – 2:45 (Milt Jackson) – Registrato il 18 settembre 1951 a New York
4. Yesterdays – 2:28 (Otto Harbach, Jerome Kern) – Registrato il 24 agosto 1951 a New York
5. Round About Midnight – 2:56 (Thelonious Monk) – Registrato il 18 settembre 1951 a New York
6. Between the Devil and the Deep Blue Sea – 2:35 (Harold Arlen, Ted Koehler) – Registrato il 24 agosto 1951 a New York

## Musicisti
- John Lewis  - pianoforte (presente in tutti i brani)
- Milt Jackson  - vibrafono (presente in tutti i brani)
- Percy Heath  - contrabbasso (brani: Softly as in the Morning Sunrise, Love Me Pretty Baby, Heart and Soul e True Blues)
- Ray Brown  - contrabbasso (brani: Autumn Breeze, Milt Meets Sid, Moving Nicely, D & E, Bluesology, Yesterdays, Round About Midnight e Between the Devil and the Deep Blue Sea)
- Kenny Clarke  - batteria (brani: Softly as in the Morning Sunrise, Love Me Pretty Baby, Milt Meets Sid, Moving Nicely, Heart and Soul, True Blues, Yesterdays e Between the Devil and the Deep Blue Sea)
- Al Jones  - batteria (brani: Autumn Breeze, D & E, Bluesology e Round About Midnight)

Note aggiuntive
- Ozzie Cadena – produttore
- Rudy Van Gelder – ingegnere delle registrazioni
- Edward Jardim  – note retrocopertina album originale [2]